# 2002 w literaturze
Wydarzenia literackie w 2002 roku.

## Wydarzenia

### Polska
- Od 15 do 19 maja w Pałacu Kultury i Nauki w Warszawie odbyły się 47. Międzynarodowe Targi Książki. Gościem honorowym targów były Litwa i Łotwa[1].

## Proza beletrystyczna i literatura faktu

### Język polski

#### Pierwsze wydania
- Stanisław Bereś – Tako rzecze... Lem (Wydawnictwo Literackie)
- Ewa Białołęcka – Kamień na szczycie (Runa)
- Anna Brzezińska – Opowieści z Wilżyńskiej Doliny (Runa)
- Wojciech Cejrowski – Sól do oka
- Jacek Dukaj – Extensa (Wydawnictwo Literackie)
- Jan Himilsbach
  - Zatopione skały i inne monidła (Wydawnictwo Vis-a-Vis/Etiuda)
  -  Łzy sołtysa i inne opowiadania (Wydawnictwo Vis-a-Vis/Etiuda)
- Roman Honet – Serce
- Stanisław Lem – Listy albo opór materii
- Marek Łebkowski – Najlepsze przepisy kuchni polskiej (Prószyński i S-ka)
- Dorota Masłowska – Wojna polsko-ruska pod flagą biało-czerwoną
- Marek Nowakowski
  - Mój słownik PRL-u (Alfa-Wero)
  - Opowiadania uliczne (Wydawnictwo Książkowe Twój Styl)
- Tomasz Pacyński – Wrzesień (Runa)
- Jarosław Marek Rymkiewicz – Zachód słońca w Milanówku
- Andrzej Sapkowski
  - Narrenturm (superNOWA)
  - Opowieści o wiedźminie (Libros)
- Iwona Surmik – Talizman złotego smoka. Dylogia o Albanie, t. 1 (Runa)

#### Tłumaczenia
- Majgull Axelsson – Kwietniowa czarownica, przeł. Halina Thylwe (W.A.B.)
- Bohumil Hrabal
  - Drybling Hidegkutiego, czyli rozmowy z Hrabalem (Kličky na kapesníku)
  - Listy do Kwiecieńki (Listopadový uragán; Ponorné říčky)
- Terry Pratchett – Zbrojni, przeł. Piotr W. Cholewa (Prószyński i S-ka)[2]
- Jáchym Topol – Siostra (Sestra, przeł. Leszek Engelking)
- Steven Burst – Jhereg

### Pozostałe języki
- Flavia Bujor – Proroctwo kamieni (La Prophétie des pierres)
- Gabriel García Márquez – Żyć, żeby opowiadać o tym (Vivir para contarla)
- Hella S. Haasse – Skrzynia wspomnień (Sleuteloog)
- Květa Legátová – Hanulka Jozy (Jozova Hanule)
- Haruki Murakami – Kafka nad morzem (Umibe no Kafuka)
- Daniel Pinchbeck – Przełamując umysł. Psychodeliczna podróż do serca współczesnego szamanizmu (Breaking Open the Head)
- Anne Rice – Posiadłość Blackwood (Blackwood Farm)
- Goce Smilevski – Rozmowa ze Spinozą (Разговор со Спиноза)
- Ai Yazawa – Paradise Kiss (パラダイス・キス) – Tom 4

## Poezja

### Język polski

#### Pierwsze wydania
- Julia Hartwig – Wiersze amerykańskie (Sic)
- Anna Piwkowska – Po (Nowy Świat)
- Tadeusz Różewicz – Szara strefa
- Wojciech Wencel – Ziemia Święta (Wydawnictwo Literackie)

## Prace naukowe i biografie

### Język polski
- Wojciech Bałus – Figury losu (Universitas)[3]
- Michał Głowiński – Gombrowicz i nadliteratura (Wydawnictwo Literackie)[4]
- Magdalena Siwiec – Orfeusz romantyków: mit o Orfeuszu w twórczości Juliusza Słowackiego i Gérarda de Nerval w kontekście epoki (Universitas)[5]

## Zmarli
- 3 stycznia – Antoni Strzelbicki, polski pisarz, reportażysta, tłumacz (ur. 1922)
- 17 stycznia – Camilo José Cela, hiszpański pisarz, noblista z 1989 r. (ur. 1916)
- 19 stycznia – Franz Innerhofer, austriacki prozaik (ur. 1944)
- 28 stycznia – Astrid Lindgren, szwedzka pisarka literatury dla dzieci (ur. 1907)
- 3 lutego – Arnold Mostowicz, polski pisarz pochodzenia żydowskiego (ur. 1914)
- 10 lutego – Józef Ozga-Michalski, polski pisarz i poeta (ur. 1919)
- 19 lutego – Jorma Kurvinen, fiński pisarz (ur. 1931)
- 2 marca – Halfdan Rasmussen, duński poeta (ur. 1915)
- 11 marca – Marion Dönhoff, niemiecka pisarka i dziennikarka (ur. 1909)
- 16 marca – Umar Kayam, indonezyjski socjolog i pisarz (ur. 1932)
- 17 marca – Luise Rinser, niemiecka pisarka i krytyczka literacka (ur. 1911)
- 18 marca – R.A. Lafferty, amerykański pisarz science-fiction (ur. 1914)
- 6 kwietnia – Petru Dumitriu, rumuński pisarz (ur. 1924)
- 15 kwietnia – Damon Knight, amerykański pisarz, redaktor, wydawca i krytyk (ur. 1922)
- 27 kwietnia – George Alec Effinger, amerykański pisarz science-fiction (ur. 1947)
- 30 kwietnia – Karel Milota, czeski poeta, prozaik, tłumacz i literaturoznawca (ur. 1937)
- 26 maja – Josef Bau, polsko-izraelski poeta i prozaik (ur. 1920)
- 20 czerwca – Timothy Findley, kanadyjski pisarz (ur. 1930)
- 6 lipca – Kenneth Koch, amerykański poeta i dramaturg (ur. 1925)
- 23 lipca – Chaim Potok, amerykański pisarz i rabin (ur. 1929)
- 5 sierpnia – Franco Lucentini, włoski pisarz, tłumacz i redaktor (ur. 1920)
- 8 sierpnia – Doris Buchanan Smith, amerykańska pisarka dla dzieci (ur. 1934)
- 12 września – Lloyd Biggle Jr., amerykański pisarz science fiction (ur. 1923)
- 5 października – Undine Gruenter, niemiecka pisarka (ur. 1952)
- 13 października – Stephen E. Ambrose, amerykański historyk, pisarz i biograf (ur. 1936)
- 16 listopada – Kolë Jakova, albański dramaturg i poeta (ur. 1916)
- 24 grudnia – Kjell Aukrust, norweski pisarz i rysownik (ur. 1920)
- 26 grudnia – Lech Borski, polski prozaik i publicysta (ur. 1942)
- 30 grudnia – Mary Wesley, angielska powieściopisarka (ur. 1912)
- 31 grudnia – D.J. Enright, angielski poeta (ur. 1920)
- Marek Domański, polski prozaik (ur. 1921)

## Nagrody
- Nagroda Nobla – Imre Kertész
- Nagroda Nike – Joanna Olczak-Ronikier za W ogrodzie pamięci
- Nagroda Goncourtów – Pascal Quignard, Błędne cienie (Les Ombres errantes)
- Nagroda Kościelskich – Olga Stanisławska
- Śląski Wawrzyn Literacki – Ewa Lipska za tom poezji pt. Sklepy zoologiczne
- Nagroda Vilenica – Ana Blandiana
- Nagroda Cervantesa – José Jiménez Lozano